# Вычисление
Вычисле́ние — математическое преобразование, позволяющее преобразовывать входящий поток информации в выходной, с отличной от первого структурой. Если смотреть с точки зрения теории информации, вычисление — это получение из входных данных нового знания.
Этот термин используется в широком диапазоне значений, от арифметического вычисления суммы чисел до вычисления шансов на победу в соревновании с использованием сложного эвристического анализа.

## Примеры
Умножение 2 на 2 — это простое алгоритмическое (арифметическое) вычисление.
Для статистической оценки вероятных результатов выборов на основе опросов общественного мнения также используются алгоритмические вычисления, но результаты представляются не точными числами, а как интервалы вероятностей.